# メトロ-アエロポルト連絡線
メトロ-アエロポルト連絡線（メトロアエロポルトれんらくせん、伯: Conexão Metrô-Aeroporto）は、ブラジル連邦共和国リオグランデ・ド・スル州ポルト・アレグレ市にあるAutomated People Mover (APM) である。
当APMでは、アエロモーベル (Aeromóvel) システムを採用しており、サルガド・フィーリョ国際空港のターミナル1とメトロ・デ・ポルトアレグレのアエロポルト駅を結んでいる。
当APMは、Trensurb （ポルト・アレグレ都市内鉄道公社 (Empresa de Trens Urbanos de Porto Alegre S.A.) の通称）によって運営されている。
当APMは、2駅と延長814メートルの単線高架軌道から成っており、2013年8月10日に一般公開された。
2014年5月7日より、1.70レアルの運賃徴収およびメトロの一部として統合され、商用システムとして運行されている。